# A Schuffenecker család
A Schuffenecker család (L'Atelier de Schuffenecker) Paul Gauguin festménye, amely a Musée d’Orsay gyűjteményének része.
Émile Schuffenecker Gauguin barátja, a pont-aveni iskola egyik festője volt. Schuffenecker és Gauguin 1872-ben találkozott, mindketten ugyanannál a tőzsdeügynökségnél dolgoztak. Az 1890-es évek elejéig, amikor összevesztek, Schuffenecker segítette barátja pályáját, erkölcsi támogatáson túl ételt, szállást nyújtott Gauguinnak. Utóbbi ezeket a szívességeket nem viszonozta, valódi viszonyulását jól mutatja a Schuffenecker családról festett képe.
Gauguin 1889 januárban kezdte festeni a képet, és a következő tavasszal fejezte be. Ez magyarázza Louise Schuffenecker nehéz öltözetét, a kályhából áradó gyenge, vörös pislogást az ablak mögött zöldellő fák ellenére. A figurák laposak, akárcsak a falra ragasztott japán nyomatok alakjai. Gauguin a gyerekeket szeretettel ábrázolja, ami a szülőkről már nem mondható el.
Louise Schuffenecker ábrázolása rosszindulatúnak mondható, elképzelhető, hogy Gauguint zavarta a nő kevéssé lelkes fogadtatása, amikor a családhoz költözött egy időre. Egyes kortársak úgy vélték, hogy Paul Gauguin megpróbálta elcsábítani a nőt, de az elutasította. Ezt az elképzelést erősítik azok a szimbólumok, amelyeket a művész ezen a képén és az asszonyról készített kerámiáján helyezett el. Utóbbin, amelyen a nő meztelen mellei is látszanak, van egy kígyó, amely a kísértést jelenti, a festményen pedig a túlméretezett ujjakon elhelyezett jegygyűrű szúr szemet.
Émile Schuffenecker a kép bal felső sarkában áll, alakja kicsinek tűnik a lábfejére húzott óriási papucsokban. Keze összekulcsolva, alázatos pózban, ecset nélkül; Gauguin megtagadta festőként és nevetségessé tette férjként.